# 90875 Hoshitori
90875 Hoshitori este o planetă minoră (asteroid), cu un diametru de 6,5 km, din centura de asteroizi. A fost descoperită pe 3 noiembrie 1996 la Saji Observatory⁠(d) de Saji Observatory⁠(d) și a fost numită după Prefectura Tottori. 
Obiectul prezintă o orbită caracterizată de o semiaxă mare de 2,5414625454701 UAi, o excentricitate de 0,098079767522052, o înclinație de 7,4335549242893 ° în raport cu ecliptica.